# Marcel Camus
Marcel Camus (Chappes, 21 d'abril de 1912 - París, 13 de gener de 1982) va ser un director de cinema francès.

## Biografia
Camus era professor de pintura i escultura abans de treballar en el món del cinema com a ajudant de direcció dels realitzadors Luis Buñuel, Alexandre Astruc, André Barsacq, Daniel Gélin i Jacques Becker.

## Les seves obres
Durant aquest període va fer la seva primera pel·lícula, el curtmetratge documental Renaissance Du Havre (1950). Com a molts cineastes francesos la primera oportunitat dels quals de dirigir un projecte els va arribar durant la postguerra, Camus va escollir el tema del sacrifici personal en el context de la guerra, encara que al contrari de la majoria dels seus col·legues, que van tractar la Segona Guerra Mundial d'una manera natural, Camus va prendre com a objectiu la guerra a Indoxina. Basada en una novel·la de Jean Hougron, Mort en fraude representa un poble atrapat entre dos fronts. La seva única possibilitat de supervivència inclou la destrucció d'una presa de la qual depèn..
Posteriorment, Camus s'embarca en tres pel·lícules en col·laboració amb l'escenarista Jacques Viot. La primera, Orfeu negre (1959), li porta fama internacional. Guanyadora de la Palma d'Or del Festival de Canes i l'Oscar a la millor pel·lícula de parla no anglesa de l'Acadèmia de Hollywood, aquesta exòtica adaptació moderna del mite grec, retrata Orfeu que coneix a Eurídice i viu la seva llegendària destinació durant el carnestoltes de Rio de Janeiro.

## Filmografia parcial

### Realitzador

#### Cinema
- 1957: Mort en fraude
- 1959: Orfeu negre
- 1959: Os Bandeirantes
- 1962: L'Oiseau de paradis
- 1965: Le Chant du monde
- 1967: Vivre la nuit
- 1970: Un été sauvage
- 1970: Le Mur de l'Atlantique
- 1975: Otalia de Bahia

#### Televisió
- 1973: La Porteuse de pain — sèrie de 13 episodis (director)
- 1973: Molière pour rire et pour pleurer – sèrie de sis episodis de 55 min (director)
- 1974: Les Faucheurs de marguerites — sèrie de set episides de 55 min (director)
- 1978: Ce diable d'homme — sèrie de sis episodis de 52 min (director)
- 1979: Le Roi qui vient du sud (sobre la novel·la de Heinrich Mann), sèrie dirigida per Heinz Schirk
- 1980: Les Amours du Mal-aimé (2 x 90 min) (director)

### Ajudant de director
- 1946: Il suffit d'une fois d'Andrée Feix
- 1947: Capitaine Blomet d'Andrée Feix
- 1947: Antoine et Antoinette de Jacques Becker
- 1949: Rendez-vous de juillet de Jacques Becker
- 1950: Édouard et Caroline de Jacques Becker
- 1952: Casque d'or de Jacques Becker
- 1952: La Demoiselle et son revenant de Marc Allégret
- 1952: Le Rideau rouge d'André Barsacq
- 1953: Il Nemico pubblico numero uno d'Henri Verneuil
- 1954: L'Étrange Désir de monsieur Bard de Géza von Radványi
- 1954: Sangre y luces de Georges Rouquier i Ricardo Muñoz Suay
- 1954: Allegro squadrone de Paolo Moffa
- 1954: Interdit de séjour de Maurice de Canonge
- 1955: Les Chiffonniers d'Emmaüs de Robert Darène
- 1955: Les Mauvaises Rencontres d'Alexandre Astruc
- 1955: Cela s'appelle l'aurore de Luis Buñuel

### Guionista
- 1952: Les Dents longues — Conseller tècnic
- 1957: Mort en fraude
- 1959: Orfeu negre
- 1965: Le Chant du monde
- 1970: Le Mur de l'Atlantique

### Actor
- 1959: Orfeu negre : Ernesto

### Participació en documentals
- 1962: Cinépanorama, episodi del 3 de febrer de 1962, documental de televisió[4]
- 1974: L'Histoire du cinéma français par ceux qui l'ont fait, documental de televisió